# Infanticídio de Antônia e Manuela Pereira
O infanticídio de Antônia e Manuela Pereira refere-se à morte das meninas gêmeas de 6 anos de idade Manuela e Antônia Pereira, respectivamente em 7 e 15 de outubro de 2024, na cidade de Igrejinha, Rio Grande do Sul. A mãe das meninas, Gisele Beatriz Dias, virou ré e está presa preventivamente. Ela e sua defesa negam o crime, mas o Ministério Público do Rio Grande do Sul (MPRS) diz que está convicto de sua culpa por ter sido "a última pessoa a estar com as vítimas, em ambiente trancado, sendo descartada morte natural pela perícia, que aponta sufocamento mediante objeto macio ou saco plástico". 
Ambas estão enterradas lado a lado no Cemitério Municipal de Igrejinha.

## Contexto
Antônia e Manuela eram filhas de Gisele Beatriz Dias e Michel Persival Pereira. Elas tinham uma irmã mais velha, que tinha 19 anos e já morava sozinha à epoca do incidente, e um irmão, Michel Percival Pereira Júnior, que havia sido assassinado em 2022 em crime envolvendo o tráfico de drogas. A família das meninas chegou a morar em Santa Maria, Xangri-Lá e, a partir de 2022, em Igrejinha, no loteamento Jasmim, bairro Morada Verde. Os pais tinham uma relação conturbada, inclusive com episódios de separação, mas viviam juntos na época das mortes. 
Devido à situação familiar tumultuada, as gêmeas chegaram a morar com outras pessoas algumas vezes, inclusive com uma vizinha na cidade de Santa Maria e com o avô na cidade de Taquara. Gisele tinha um longo histórico de problemas psicológicos e chegou a ser internada numa ala psiquiátrica semanas antes das mortes. "A mulher já teria dito que sofria de depressão e que após o falecimento de um filho, ocorrido há dois anos, tinha frequentes pensamentos suicidas", explicou o G1. Ela também não aceitava a separação e culpava as meninas por isto, chegando a acusar o ex-marido de sempre ficar "do lado" das crianças. Ao menos uma vez, durante um episódio de separação do casal, ela acusou Michel de ter cometido violência sexual contra as meninas, o que foi descartado em investigações. 
"Verificamos através do depoimento da filha que a mãe tinha por conduta colocar remédio na comida do pai, misturar remédio, para que ele dormisse sempre que ela tivesse com algum desagrado em relação a ele", disse o delegado Ivanir Caliari. 

## Crime
Manuela foi a primeira a morrer, em 07 de outubro. Apenas uma semana depois, no dia 15, foi a vez de Antônia. Nas duas vezes foi a mãe que chamou o socorro e dizer que tinha encontrado as filhas desacordadas. O comandante do Corpo de Bombeiros Voluntários de Igrejinha, Graciano Ronnau, disse que ambas estavam "em parada cardiorrespiratória e urinadas", sem sinais aparentes de violência física.  
O pai revelou que elas não tinham qualquer problema de saúde conhecido e que após a morte de Manoela, que se pensou ser uma morte natural, Antônia iria a uma consulta médica para verificar se ela poderia passar por algo parecido e que esta consulta aconteceria, justamente, no dia 15. 
O pai não estava em casa em nenhuma das duas ocasiões.

### Motivação
Testemunhas relataram que a mãe tinha uma "conduta perversa" com as meninas e que só se importava com filho (já falecido), sem dar atenção às filhas. A filha mais velha disse que "não duvidava" que a mãe fosse capaz de cometer o crime. Segundo o delegado Ivanir Caliari, a jovem "disse que não duvidava que ela [a mãe] fizesse algum mal às suas irmãs, tendo em vista sua conduta ao longo de sua convivência com ela". 
O delegado Cleber Lima acredita que os problemas psiquiátricos e psicológicos da mãe a levaram a matar as meninas. Ele também detalhou que Gisele estava em casa há apenas 10 dias, depois de uma internação psiquiátrica de 40 dias. "[Acredito] que ela acabou cometendo esse desatino", comentou. 

### Causa mortis
De acordo com o Ministério Público, o laudo do legista apontou "sufocamento mediante objeto macio ou saco plástico". O laudo necroscópico também indicou "sangramento e hemorragia" internas, inclusive no pulmão, restando a causa destes sintomas como "indeterminada". 

## Investigação e prisão
Desconfiados com a morte da segunda das gêmeas em uma semana, os policiais foram até a casa de Gisele e a levaram até a delegacia, onde ela prestou depoimento e foi presa na noite de 15 de outubro.
A hipótese inicial era que pudesse se tratar de envenenamento. "Os indícios eram a mistura de remédios na comida do marido da investigada e a morte misteriosa de três gatos das crianças", reportou o G1. Na casa da família também foram encontrados remédios para tratamentos psiquiátricos. Exames necroscópicos foram feitos em Antônia e Manoela teve o corpo exumado, mas a presença de qualque substância foi descartada em fevereiro. 
Depois do laudo sobre envenenamento dar negativo, o Ministério Público explicou que a tese sempre foi a morte por "sufocamento". "O sufocamento sempre foi linha investigativa considerada e descrita na denúncia".  
Para suspeitarem de veneno, a polícia também tinha como evidências pesquisas feitas por Gisele sobre o assunto. "A busca por prova cabal de envenenamento se deu muito em função das pesquisas no celular da ré, que buscou informações de várias substâncias e formas de causar a morte, vindo a consolidar o intento premeditado”, explicou o Ministério Público. 
Um médico que tratava Gisele disse em depoimento que ela "tinha ideias perversas" a respeito das filhas. "Os relatos do profissional embasaram o pedido de prisão", reportou o portal G1. 
O delegado Ivanir Caliari disse que as suspeitas recaem sobre a ré por motivos como: coincidências de curto espaço de tempo entre as duas mortes; o fato de a mãe estar sempre sozinha com as meninas nos momentos das mortes e aparente causa idêntica entre os dois óbitos. 
A defesa tentou a soltura de Beatriz duas vezes, mas a justiça negou e a ré segue presa. 

## Assistência social
Órgãos como o Conselho Tutelar e Comudica de Igrejinha tiveram seu papel questionados, tendo este último emitido uma nota, onde se lia: "Informamos que não recebemos denúncias ou relatos de maus tratos envolvendo as gêmeas que faleceram, tampouco recebemos informações de falta de atuação do conselho tutelar ou da rede em acompanhamento deste caso em especifico, que pudesse gerar a abertura de sindicância ou PAD por parte do COMDICA".
Em outras cidades, onde a família havia morado, "em diversos episódios, as meninas tiveram a situação monitorada pela rede de proteção a crianças e adolescentes", reportou o G1. Uma destas vezes foi em Santa Maria e a outra na praia de Xangri-Lá. "Em dezembro de 2021, o Conselho Tutelar de Xangri-Lá, no Litoral Norte, informou que fez um atendimento a Manuela, Antônia e uma irmã mais velha após uma ocorrência policial. Na época, elas foram retiradas do pai e também levadas para os avós", informou o G1. 
Por duas vezes, quando estava separada do marido, Gisele acusou o marido de estuprar as meninas, o que sempre foi descartado em exames.
O avô das crianças, que chegou a ter a guarda delas por nove meses na cidade de Taquara, disse que "se elas estivessem comigo, elas estariam vivas", explicando que teve que devolver as netas por decisão judicial. No dia em que foram devolvidas, Antônia teria se negado a ir embora: "ela era pequenininha, se agarrou nas minhas duas pernas e chorava gritando: 'vovô, não deixa me levar, não deixa me levar, não quero sair daqui'", disse.  